# Urothemis luciana
Urothemis luciana är en trollsländeart som beskrevs av Boris Ivan Balinsky 1961. Urothemis luciana ingår i släktet Urothemis och familjen segeltrollsländor. IUCN kategoriserar arten globalt som otillräckligt studerad. Inga underarter finns listade i Catalogue of Life.